# Scopula bifalsaria
Scopula bifalsaria là một loài bướm đêm trong họ Geometridae.